# ラーメンショップ

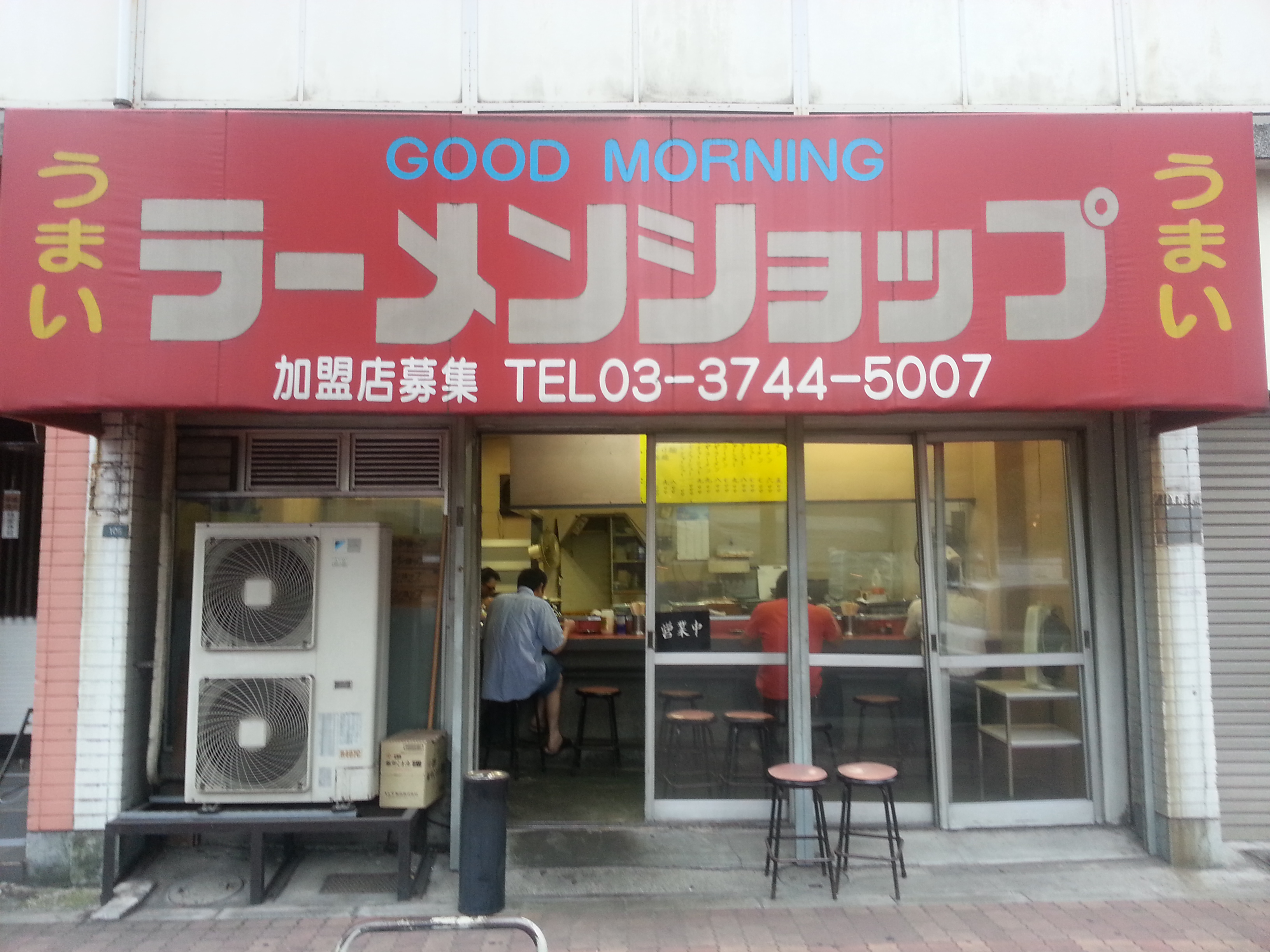
ラーメンショップの元祖とされる「GOOD MORNING ラーメンショップ」
店の裏手には椿食堂管理の本部がある。

ラーメンショップは、東京都大田区の椿食堂管理有限会社を本部として展開しているラーメン店のフランチャイズチェーンである。略称としてラーショとも呼ばれる。「ラーメンショップ」の名称は、椿食堂管理により商標登録されている（商標登録番号：第4650026号）。

## 概要

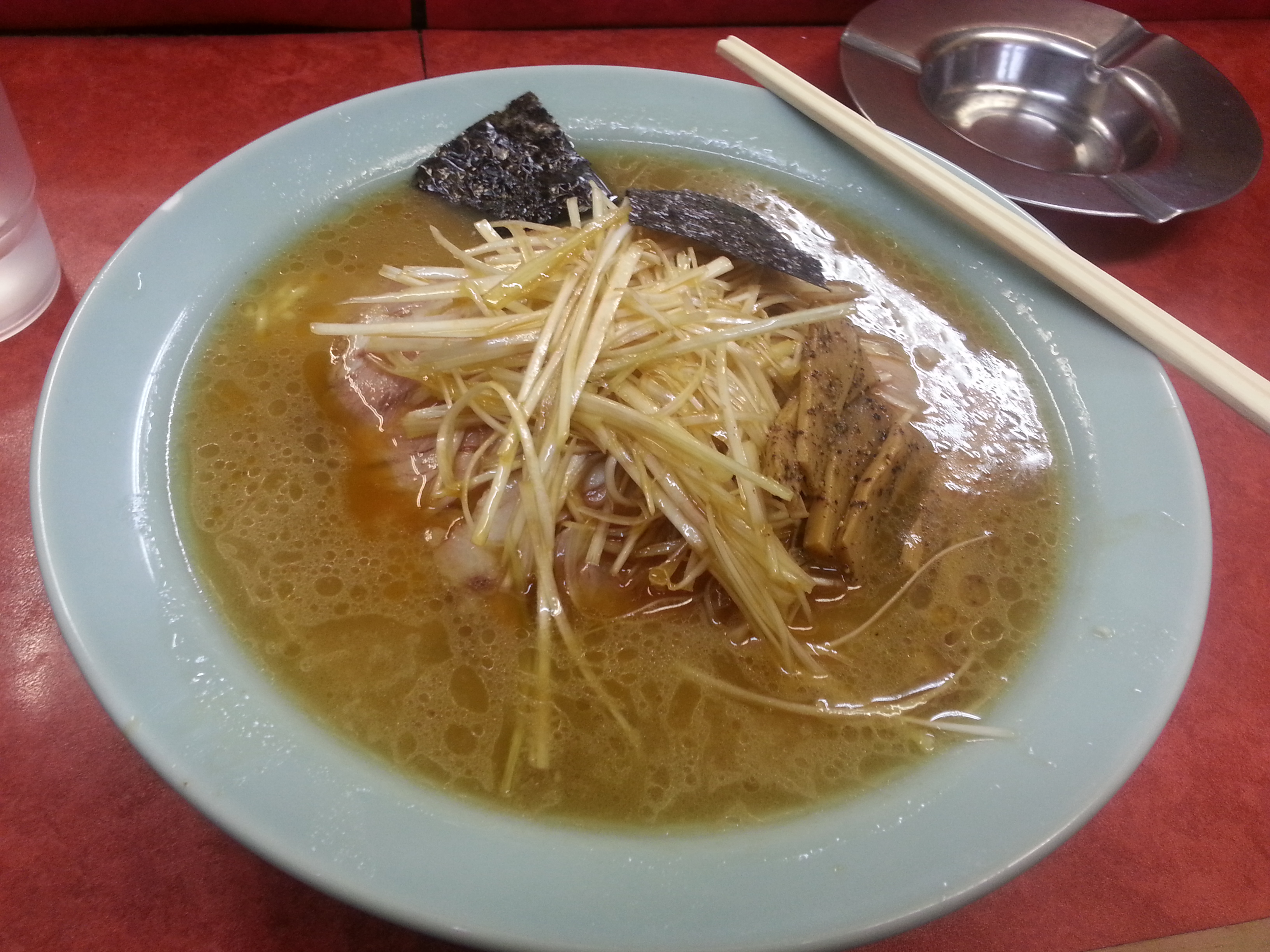
代表的メニューのネギチャーシューメン
（GOOD MORNING ラーメンショップ）

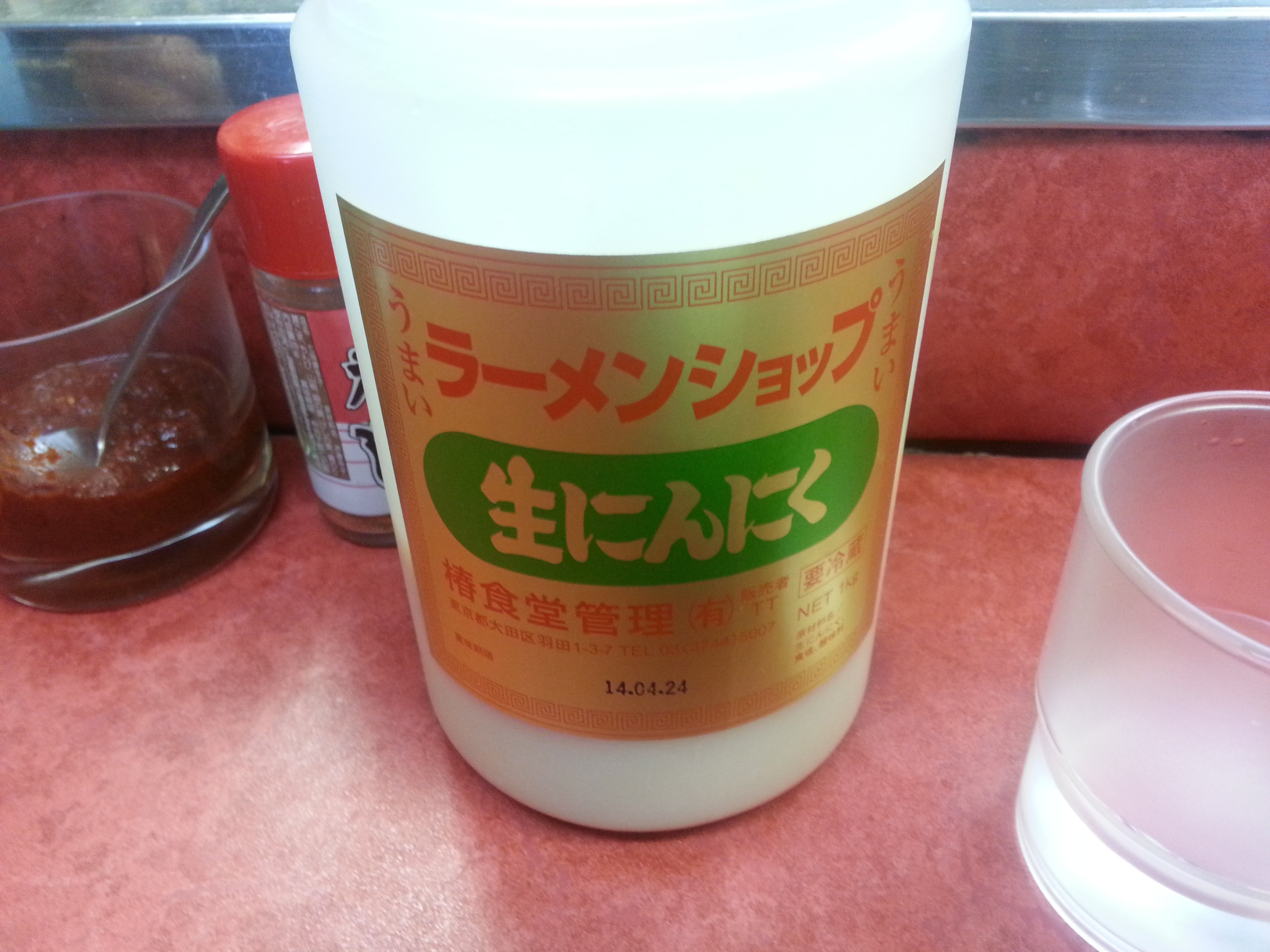
加盟店に置かれた椿食堂管理の本部の住所と電話番号が書かれている生にんにくの容器

2014年時点で本州・四国・九州に300店舗以上のラーメン店を有するラーメンチェーンである。ラーメンのジャンルとしては「東京豚骨ラーメン」とも呼ばれる、醤油ラーメン（東京ラーメン）の豚骨ダシを濃厚にしたものがベースであり、ごま油と「クマノテ」と呼ばれる独自の調味料で調味されたネギを載せた「ネギラーメン」が看板メニューの一つとなっている。チェーンの本部が取材に一切応じないのと、各店舗も取材には消極的であるため、具体的な運営方法や各店舗の関係性には不明な点が多い。
店舗に掲げられた赤い大きな看板がシンボルとなっている。看板には赤地に白字で「ラーメンショップ」と書かれ、その左右に「うまい」と書かれているのが基本であるが、中には千葉県松戸市の串崎南店のように左右ではなく下部に「うまい」と書かれているデザインの看板の店舗も存在する。東京都大田区羽田の椿食堂（現・GOOD MORNING ラーメンショップ）が最初に「ラーメンショップ」という名前を使い始めたとされる。
早朝営業、一店ワンマン方式であり、ねぎラーメンを中心とする独自の味とメニュー、昼食時にはライスを無料サービスする商法が特徴である。フランチャイズとしては、加盟店間における統一性はさほど強くなく、個人経営店の緩やかな連合体といった性格を持つ。本部からは、豚骨醤油の作り方のノウハウと、麺・タレ・丼鉢のみが提供される。
フランチャイズの契約書には「ラーメン以外のものを提供しない」とあるが、ラーメン以外のメニューも事実上容認されているどころか店舗のメニューの自由度は相当のもので、ほとんど居酒屋のような店、丼物に特化した店、デカ盛りや激辛にこだわる店、さらにはチャレンジメニューを用意している店まで存在する。
独自に公式サイトを作成している店舗やフランチャイジーもあるが、他のフランチャイズチェーン店のような公式ウェブサイトは存在しない。各店舗が個別に取材を受けることまでは禁じていないが、本部とされる椿食堂管理は創業者の意向により開業以来取材には一切応じていない。
堀切店の店主がリクルート社の「Hot Pepperグルメ」ウェブマガジン『メシ通』の取材に答えたところによると、フランチャイズチェーンでありながら、売り上げにかかるロイヤルティーが発生しないが、本部から仕入れる食材等にその相当額が含まれており、これにより「ラーメンショップ」を名乗ることができる仕組みになっているのではないかと述べている。
椿食堂管理グループが本部となり、ここで麺やスープの素、調味料、生にんにくなどの食材が製造されているが、全ての店舗が本部から全ての食材を購入する義務はない。椿食堂管理製造の生にんにくの容器には、椿食堂管理の本部の住所と電話番号が表記されており、GOOD MORNING ラーメンショップの場所とも一致する。椿食堂管理の調味料を使用する店舗はファンの間で「椿系」と呼ばれている。
一部の分析では、食材の本部からの仕入れすらも強制ではないとも伝わるが、当の椿食堂が取材に応じないため真相は明らかになっていない。一方、食材の本部からの仕入れが強制ではないといっても、一部調味料はラーメンショップ特有の味を出すために必須であるため店舗側が積極的に購入するという。

## 「家系ラーメン」との関連性について
家系ラーメンの元祖である吉村家の創業者である吉村実は、現在は閉店している平和島の京浜トラックターミナルにあったラーメンショップで働き、半年でノウハウを身につけた。このことからラーメン評論家の石神秀幸は、家系ラーメンのルーツはラーメンショップであると述べている。

## 系列店について
福島県においては、郡山市の有限会社アサカ商事による提携チェーン「椿ラーメンショップ」が経営を行っている。福島県内では当初、椿食堂管理の千葉工場から材料を運んできていたが、自給自足体制を整え福島県内で材料を調達するようになった。「椿ラーメンショップ」はアサカ商事により商標登録されている（商標登録番号:第5962117号）。
同系列のフランチャイズチェーンとして、狭山市に本部を置く「新ラーメンショップ」、詳細は不明だが神奈川県内に本部があるとされる「ニューラーメンショップ」が存在する。
他にも多数の系列が名を連ねる。椿系が直系とするのであればそれぞれ、元祖系、クリコ系、ヤマキ/マルキ系、さつまっ子系、大田家系、ねぎっこ系等、独自のチェーン系統が存在する。
椿食堂管理と経営面で全く関係を持たない「インスパイア系」の店舗もあり、代表的なものとして、2020年頃より東京都内を中心にチェーン展開する「ラーショ マルミャー」系などがある。

## 著名人の反応について
元力士の琴奨菊和弘は、佐渡ヶ嶽部屋に入門した時から近くのラーメンショップ串崎南店が馴染みの店であり、注文はいつもネギラーメンと餃子2皿と卵と決まっているという。

### 注
1. ↑  実際には「○の中に"猫"」の表記で、読みとして「マルミャー」を名乗る。